# Nowe Łosienice
Nowe Łosienice (dodatkowa nazwa w j. kaszub. Nowé Łoseńce) – wieś w Polsce, położona w województwie pomorskim, w powiecie kartuskim, w gminie Stężyca. 
Znajduje się tu siedziba sołectwa Łosienice, w którego skład wchodzą również Dąbrowa, Stare Łosienice i Nowy Ostrów.
W latach 1975–1998 Nowe Łosienice administracyjnie należały do województwa gdańskiego.
Przed 2023 r. miejscowość była część wsi Łosienice.
Nowe Łosienice 31 grudnia 2011 r. miały 93 stałych mieszkańców.